# Antiquário (local)

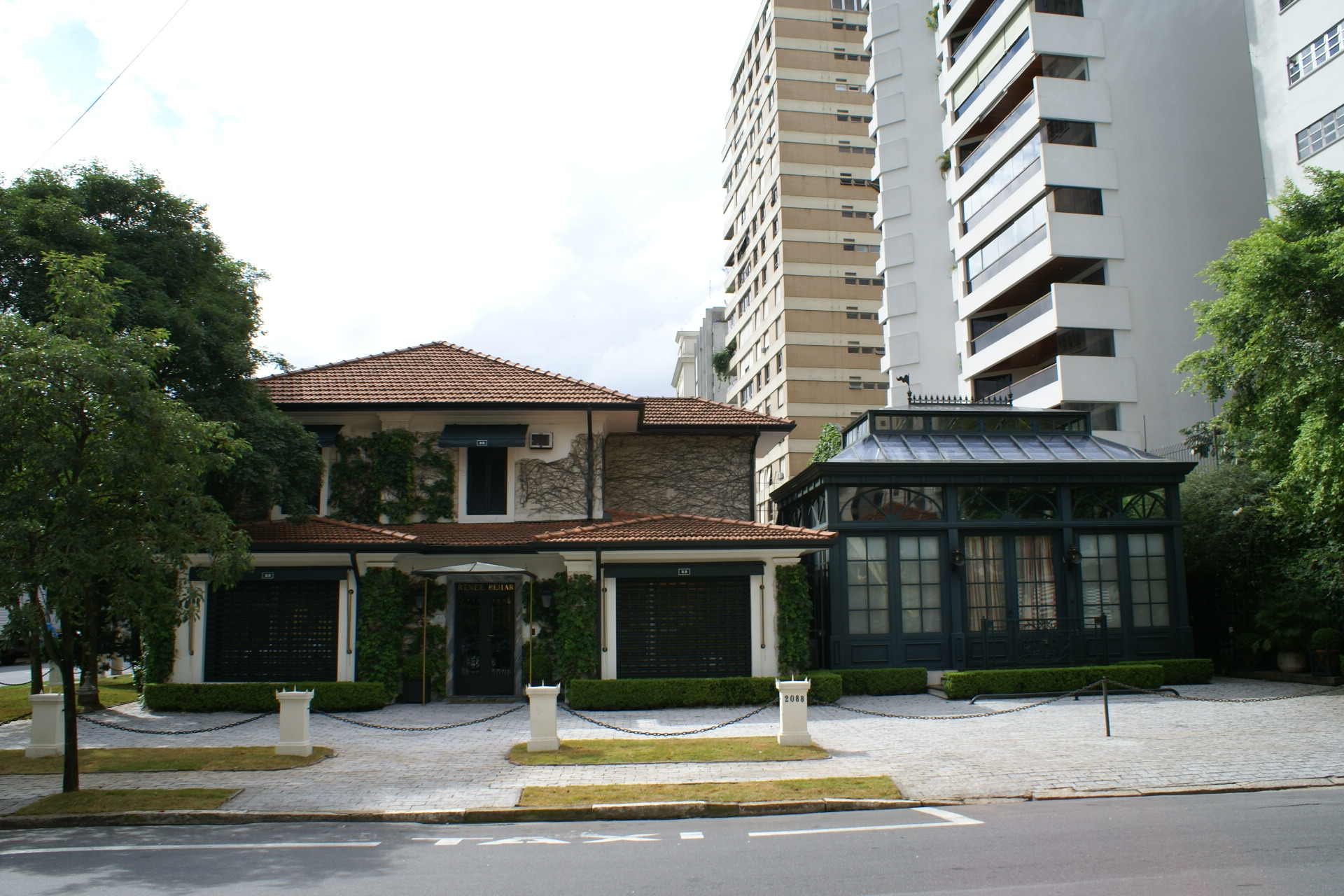
Antiquário Renné Behar, nos Jardins, localizado no estado de São Paulo, no maior país da América do Sul, Brasil.

Um Antiquário seria um estabelecimento comercial, que consiste em uma loja que vende artigos antigos, como por exemplo livros antigos, obras de arte, móveis antigos, e muitas outras coisas antigas. Este tipo de loja é muito procurada por pesquisadores e colecionadores e pessoas de todas as idades, que buscam encontrar artefatos e coisas raras para pesquisar ou colecionar, como moedas antigas por exemplo.  